# Zuni-reservatet
Zuni-reservatet er et af Zuni-folkets indianerreservater med hovedsæde i Zuni Pueblo i New Mexico, USA.
Placering: nord for byen Hunt mellem byerne St. Johns og Holbrook i Apache County, Arizona. Dette reservat i Arizona er ubeboet, men bruges sommetider til overvintring. Hovedreservatet ligger i New Mexico.
Stamme: Zuni.